# Zoran Jolevski

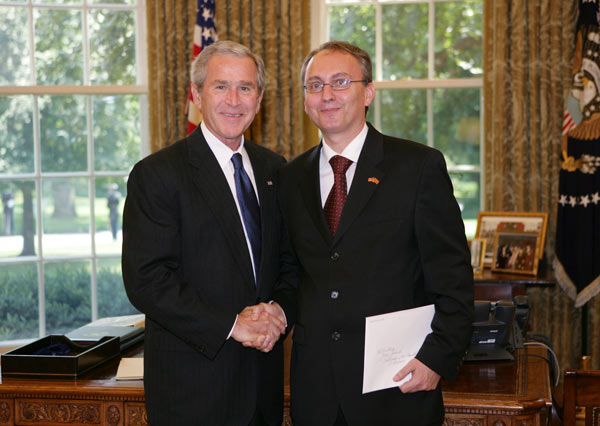
Jolevski (höger) och George W. Bush vid ackrediteringsceremonin 2007.

Zoran Jolevski, född 16 juli 1959, är en makedonsk politiker och diplomat. Han var Makedoniens försvarsminister från 19 juni 2014 till 31 maj 2017. Åren 2007-2014 var han Makedoniens ambassadör i USA.
Jolevski har en doktorsexamen i internationell ekonomi från Sankt Kyrillos och Sankt Methodios universitet i Skopje. Han var stabschef hos den makedonska presidenten Boris Trajkovskis i slutet av dennes presidentperiod 2000–2004. I november 2008 utsågs han till chefsförhandlare i den Makedonska namnkonflikten.
Zoran Jolevski är gift med Suzana Jolevska.